# Andrew McLardy
Andrew McLardy (Triangle, Zimbabwe, 20 januari 1974) is een professioneel golfer. McLardy heeft Schotse ouders.

## Amateur
Tweemaal heeft hij namens Zuid-Afrika de Eisenhower Trophy gespeeld.

### Teams
- Eisenhower Trophy: 1994 (T12de plaats met Bradley Davison, Tim Clark & Bradfors Vaughan) en 1996 (13de plaats met Warren Abery, Hennie Otto en Hennie Walters)

## Professional
McLardy werd in 1997 professional en terwijl hij in 1998 nog op de Sunshine Tour speeldem behaalde hij op de Tourschool een spelerskaart voor de Europese PGA Tour. Twee jaar lang behield hij die, daarna ging hij naar de Verenigde Staten waar hij op de vijfde plaats van de Tourschool eindigde en on 2001 mocht spelen. Dat viel niet mee, dus in 2002 en 2003 speelde hij daar op de Nike Tour. Hij logeerde in die periode meestal bij Don Dempsey in Sunset Hills, Greensboro. In 2007 kocht hij daar een eigen huis.
In 2004 kwam hij terug naar Europa en behaalde zijn tourkaart voor 2005. In 2005 eindigde hij op de 2de plaats bij het Madeira Island Open achter Robert-Jan Derksen. Hij speelt nog steeds in Europa, maar heeft nog geen overwinning behaald.

## Gewonnen

### Sunshine Tour
- 1997: Lombard Tyres Classic
- 1998: Kalahari Classic
- 2002: Royal Swazi Sun Open
- 2004: Nashua Masters, The Tour Championship